# Koromači-Boškini
Koromači - Boškini este o localitate din comuna Koper, Slovenia, cu o populație de 34 de locuitori.